# Əliabbas Rzazadə
Əliabbas Rzazadə –también escrito como Aliabbas Rzazade– (1 de enero de 1998) es un deportista azerbaiyano que compite en lucha libre. Ganó dos medallas en el Campeonato Europeo de Lucha, en los años 2022 y 2023, en la categoría de 57 kg.

## Palmarés internacional
| Campeonato Europeo | Campeonato Europeo | Campeonato Europeo | Campeonato Europeo |
| Año                | Lugar              | Medalla            | Categoría          |
| ------------------ | ------------------ | ------------------ | ------------------ |
| 2022               | Budapest (Hungría) | Medalla de plata   | 57 kg              |
| 2023               | Zagreb (Croacia)   | Medalla de oro     | 57 kg              |